# Všesportovní stadion
Het Všesportovní stadion (Nederlands: Multisportstadion) was een multifunctioneel sportstadion met plaats voor 7.720 toeschouwers in de Tsjechische plaats Hradec Králové. Het was de thuisbasis van de club FC Hradec Králové. De capaciteit van het stadion voor voetbalwedstrijden op het hoogste niveau van het Tsjechische voetbal was vanwege veiligheidsoverwegingen 7720 zitplaatsen (iedere plaats is een stoeltje). De totale capaciteit van het stadion was 25.000 plaatsen, waarvan 8000 plaatsen specifiek om te staan. De bijnaam van het stadion Pod lízátky (Nederlands: Onder de lolly's) was een verwijzing naar de vier verlichtingsinstallaties. Het stadion is in 2021 afgebroken. Op dezelfde locatie is een nieuw stadion gebouwd de Malšovická aréna.
Andrův stadion (SK Sigma Olomouc) ·
Ďolíček (Bohemians Praag 1905) ·
Fotbalový stadion Střelecký ostrov (SK Dynamo České Budějovice) ·
Letní stadion (FK Pardubice) ·
Malšovická aréna (FC Hradec Králové) ·
Městský stadion (MFK Karviná) ·
Městský stadion (FK Mladá Boleslav) ·
Městský stadion v Ostravě-Vítkovicích (FC Baník Ostrava) ·
Městský fotbalový stadion Miroslava Valenty (1. FC Slovácko) ·
Na Julisce (FK Dukla Praag) ·
Stadion Na Stínadlech (FK Teplice) ·
Fortuna arena (SK Slavia Praag) ·
Stadion města Plzně (FC Viktoria Pilsen) ·
Stadion Sparty na Letné (AC Sparta Praag) ·
Stadion Střelnice (FK Jablonec) ·
Stadion u Nisy (FC Slovan Liberec)
Andrův stadion (SK Sigma Olomouc „B“) ·
Letná (FC Zlín) ·
Městský fotbalový stadion Srbská (FC Zbrojovka Brno) ·
Městský stadion (Slezský FC Opava) ·
Městský stadion v Kotlině (FK Varnsdorf) ·
Městský stadion v Ostravě-Vítkovicích (FC Baník Ostrava „B“) ·
Hřiště v Kvapilově ulici (FC Silon Táborsko) ·
Sportovní areál Drnovice (MFK Vyškov) ·
Sportovní areál Na Chvalech (SK Slavia Praag "B") ·
Stadion FK Viktoria Žižkov (FK Viktoria Žižkov / AC Sparta Praag „B“) · 
Stadion SK Líšeň (SK Líšeň 2019) ·
Stadion v Jiráskově ulici (FC Vysočina Jihlava) ·
Stadion v Kollárově ulici (FC Sellier & Bellot Vlašim) ·
Stadion Za Místním nádražím (1. SK Prostějov) ·
Stadion Za Vodojemem (MFK Chrudim) ·
Stadion Evžena Rošického · Strahovstadion